# أنطونيو أناستاسيا
أنطونيو أناستاسيا (بيلو هوريزونتي، 9 مايو 1961) محامي وسياسي برازيلي ينتمي إلى الحزب الاشتراكي الديمقراطي. تخرج بدرجة البكالوريوس ثم حصل على الماجستير من كلية الحقوق بجامعة ميناس جيرايس الفيدرالية.
بدأ حياته المهنية في الأوساط الأكاديمية، حيث عمل أستاذاً للقانون في كلية الحقوق في ميلتون كامبوس وفي مؤسسة جواو بينيرو. في عام 1993 تمت الموافقة عليه في امتحان تنافسي من جامعته ميناس جيرايس الفيدرالية، وتم استثماره كأستاذ قانون إداري ثابت. منذ عام 1988 شارك أناستازيا في السياسة وعمل كمستشار لنائب الدولة بونيفاسيو موراو خلال الفترة التي عمل فيها الجمعية التشريعية للولاية كمجلس دستوري، بعد نهاية الديكتاتورية العسكرية في البرازيل البالغة من العمر 20 عامًا.
أثناء إدارة الحاكم هيليو غارسيا (1991-1994) شغل عدة مناصب إدارية، مثل نائب أمين التخطيط والتنسيق العام ووزير الثقافة وسكرتير الموارد البشرية والإدارة ورئيس مؤسسة جواو بينيرو. من عام 1995 إلى عام 1998 شغل منصب نائب وزير العمل في إدارة الرئيس فرناندو هنريك كاردوسو.
تمت دعوته من قبل الحاكم آنذاك إيسيو نيفيس ليحل محل كليسيو أندرادي كنائب له في انتخابات عام 2006. لذلك شغل أناستازيا منصب نائب حاكم ولاية ميناس جيرايس من 2007 إلى 2010. في مارس 2010 استقال نيفيز للترشح لمجلس الشيوخ وتولى أناستازيا منصب الحاكم، حيث خدم ما تبقى من ولاية سلفه. منذ عام 2011 شغل أناستازيا منصب الحاكم المنتخب لولاية ميناس جيرايس، وهو المنصب الذي استمر فيه حتى مارس 2014، عندما اقتدى بمثال سلفه، استقال للترشح لمجلس الشيوخ.
بعد حملة فاشلة لانتخابه حاكمًا مرة أخرى في عام 2018، احتفظ أناستاسيا بمقعده في مجلس الشيوخ. في عام 2019 تم اختياره من قبل أقرانه ليكون النائب الأول لرئيس مجلس الشيوخ لفترة السنتين 2019-2020.
أعلن أناستازيا أنه سوف ينفصل عن مديرية الأمن العام وينضم إلى مديرية الأمن العام المسمى بالمثل في محاولة لإبعاد نفسه عن راعيه وزميله السابق إيشيو نيفيس، المتورط في فضائح الفساد. ستؤدي هذه الخطوة إلى استبعاده لو كان نائبًا فيدراليًا، ولكن نظرًا لأن انتخابات مجلس الشيوخ لا تتناسب مع حصة الأصوات التي حصل عليها كل حزب، فقد سُمح له بالاحتفاظ بمقعده.